# Glyphipterigidae
Famille
Les Glyphipterigidae sont une famille de lépidoptères de la super-famille des Yponomeutoidea.
Elle regroupe environ 28 genres et 535 espèces, réparties dans trois sous-familles suivantes :
- Glyphipteriginae
- Acrolepiinae (ex-Acrolepiidae)
- Orthoteliinae